# Coliseo Roberto Clemente
El Coliseo Roberto Clemente es un recinto para eventos deportivos y espectáculos ubicado en San Juan, Puerto Rico. Fue, por varios años, la arena más grande de ese país.

## Información general
El coliseo iba a ser bautizado originalmente con el nombre del deportista puertorriqueño Onofre Carballeira, pero se optó por darle el nombre del destacado beisbolista puertorriqueño Roberto Clemente, quien falleció en un accidente de aviación mientras llevaba ayuda a los damnificados del terremoto de Nicaragua en diciembre de 1972.
La construcción del edificio se inició a comienzos de los años 1970 y finalizó en enero de 1973, siendo inaugurado por el grupo musical Fania All-Stars en febrero del mismo año.
El Coliseo Roberto Clemente ha albergado diversos eventos, como campeonatos de boxeo y de básquetbol, exposiciones, circos y conciertos. Muchos artistas boricuas e internacionales han presentado sus espectáculos allí, entre ellos, Fania All-Stars ,Héctor Lavoe, Hector y Tito, Ricardo Arjona, Don Omar, Daddy Yankee,  Tego Calderón, Wisin & Yandel, Black Guayaba, Antonio Aguilar, Menudo, Maná, Marco Antonio Solís, Jennifer Lopez, Air Supply, Wilkins, Whitesnake, Duran Duran, Sting, Poison, Mägo de Oz, Van Halen, Guns N' Roses, Mötley Crüe, Kiss, Def Leppard, Barry White, Luis Fonsi, Christina Aguilera,  Arcángel & De la Ghetto, José Jose, y Cosculluela.
También ha sido la sede de tres equipos de baloncesto pertenecientes a la BSN, la cual ha utilizado el recinto para la final de sus campeonatos en varias oportunidades. Actualmente es la sede de las Cangrejeras de Santurce de la Liga de Voleibol Superior Femenina y de los Cangrejeros de Santurce del Baloncesto Superior Nacional.